# Trematochromis benthicola
Genre
Espèce
Synonymes
- Trematochromis schreyeni Poll, 1987
- Ctenochromis benthicola

Statut de conservation UICN

 LC  : Préoccupation mineure
Trematochromis benthicola est une espèce de poissons de la famille des Cichlidae endémique du lac Tanganyika en Afrique. C'est la seule de son genre Trematochromis (monotypique).
Le genre Trematochromis est considéré synonyme de Ctenochromis Pfeffer, 1893 pour Takahashi, Snoeks & Nakaya,  2006.
Synonyme junior pour l'espèce : Trematochromis schreyeni Poll, 1987 (non accepté sauf par ITIS).